# いしざかびんが
いしざか びんが（1951年 - ）は、日本の音楽家。作曲家・作詞家・ギタリスト。本名は石坂幸久。
群馬県吾妻郡高山村出身。群馬県立沼田高等学校卒業。クラシックギターの弾き語りをしている。

## ディスコグラフィー
- 「エコール・ド・パリの詩人たち」
- 「美しき恋人たちのメロディー」
- 「ジプシーの祈り」
- 「愛という名のあなたに」
- 「愛の賛歌」